# Данлоп, Джоуи
Уильям Джозеф (Джоуи) Данлоп (англ. William Joseph "Joey" Dunlop; 25 февраля 1952 — 2 июля 2000) — североирландский мотогонщик; кавалер (MBE, 1986) и офицер (OBE, 1996) ордена Британской империи.

## Биография
Родился 25 февраля 1952 года в городке Баллимони графства Антрим Северной Ирландии в семье, где было семеро детей — четыре девочки и трое мальчиков. От отца унаследовал тягу к технике, что в конце концов привело к занятию мотоциклетным спортом. Когда его шурин Мервин Робинсон погиб во время гонок, Джоуи подумывал оставить спорт, но остался в нём.
Его дебют в профессиональном спорте состоялся в 1976 году на «Ямахе» с объёмом двигателя 250 см³. Уже в 1980 году стал участником Формулы ТТ.
Погиб 2 июля 2000 года в Таллине во время гонок, врезавшись в дерево при дождливой погоде. Его брат Роберт (1960—2008), тоже был мотогонщиком. Сыновья Роберта Уильям (1985—2018) и Майкл (р. 1989) также выбрали карьеру мотогонщика.
После его смерти был создан благотворительный фонд Joey Dunlop Foundation для обслуживания гостей острова Мэн с ограниченными физическими возможностями. В 2005 году газетой Motor Cycle News был признан пятым величайшим из всех мотогонщиков мира. В 2015 году был признан читателями североирландской газеты Belfast Telegraph величайшим спортсменом.